# Băcâia, Hunedoara
Băcâia (în maghiară Bakonya) este un sat ce aparține orașului Geoagiu din județul Hunedoara, Transilvania, România.

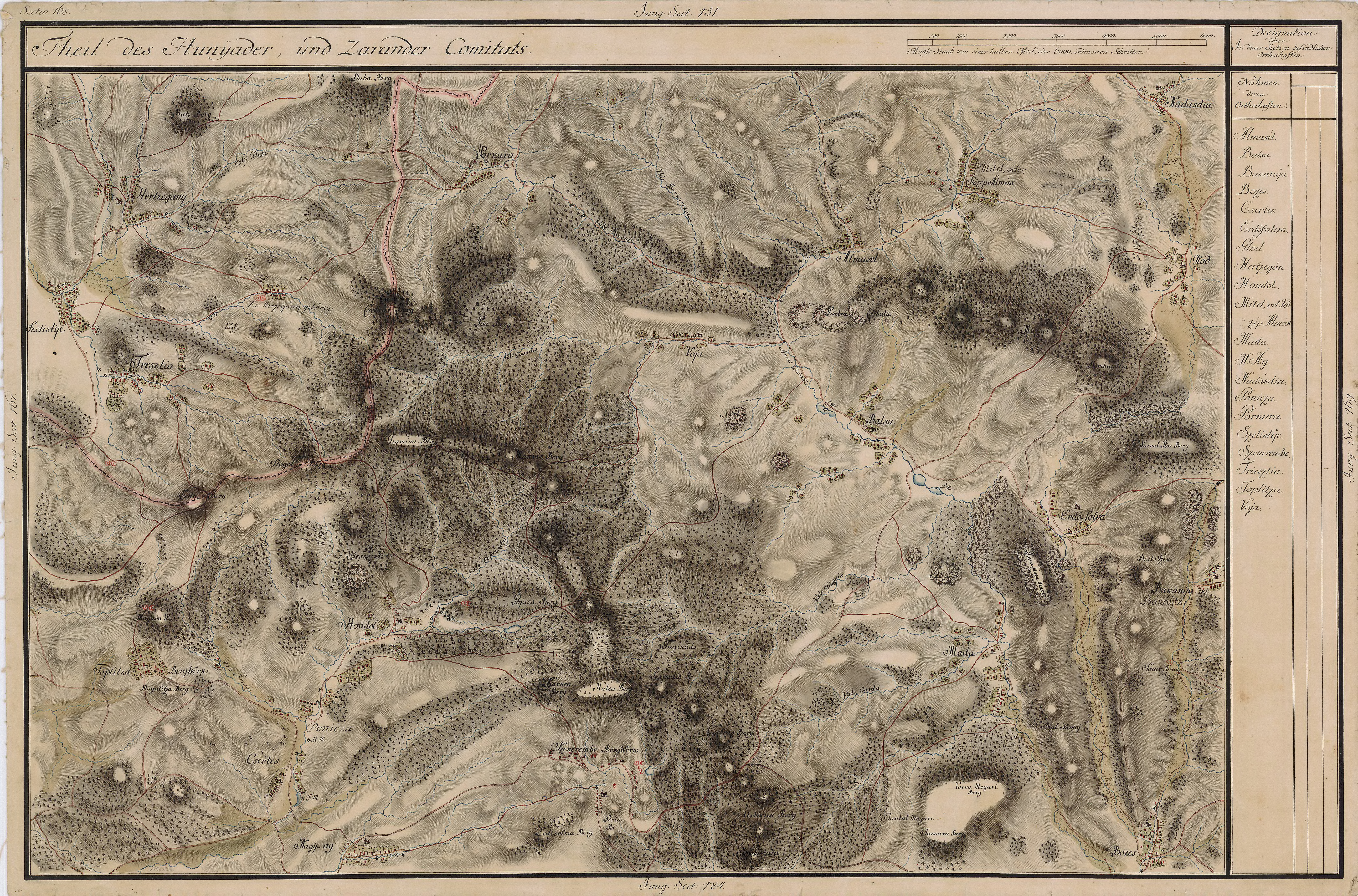
Băcâia în Harta Iosefină a Transilvaniei, 1769-1773

Situat pe malurile văii cu același nume, satul Băcâia este renumit pentru izvoarele sale de apă termală feruginoasă (utilizate în tratarea afecțiunilor reumatismale) ca și pentru cele de ape minerale carbogazoase (utilizate în tratarea afecțiunilor hepato-biliare și intestinale). Izvoarele de apă minerală sunt cunoscute încă de pe vremea imperiului austro-ungar, dar nu sunt menajate și exploatate balnear sau turistic. Satul Băcâia e situat în apropiere de Băile Geoagiu — stațiune balneoclimaterică cunoscută îndeosebi pentru apele sale termale având și calități radioactive folosite încă de pe vremea dacilor și romanilor sub denumirea de „Thermae Germisara” sau „Germisara cum thermis” (există și dovezi arheologice în acest sens).
În timpul Răscoalei lui Horea de la 1784, Băcâia este menționată în documentele vremii ca loc de adunare pentru „o mare mulțime de oameni și numeroși fauri, care confecționează lănci din coase”.
Deși o despart mai puțin de 30 km de drumul european DN7, Băcâia este situată într-o zonă extrem de liniștită și pitorească printre păduri de brazi, culmi muntoase și dealuri domoale de la poalele Munților Metaliferi. Spre nord, se văd Cheile Cib la care se poate ajunge numai după ce parcurgi Cheia de Băcâia, cu un peisaj încântător nealterat de intervenția omului.

## Monumente istorice
- Biserica „Sfinții Arhangheli” (sec.XVIII)

## Galerie de imagini

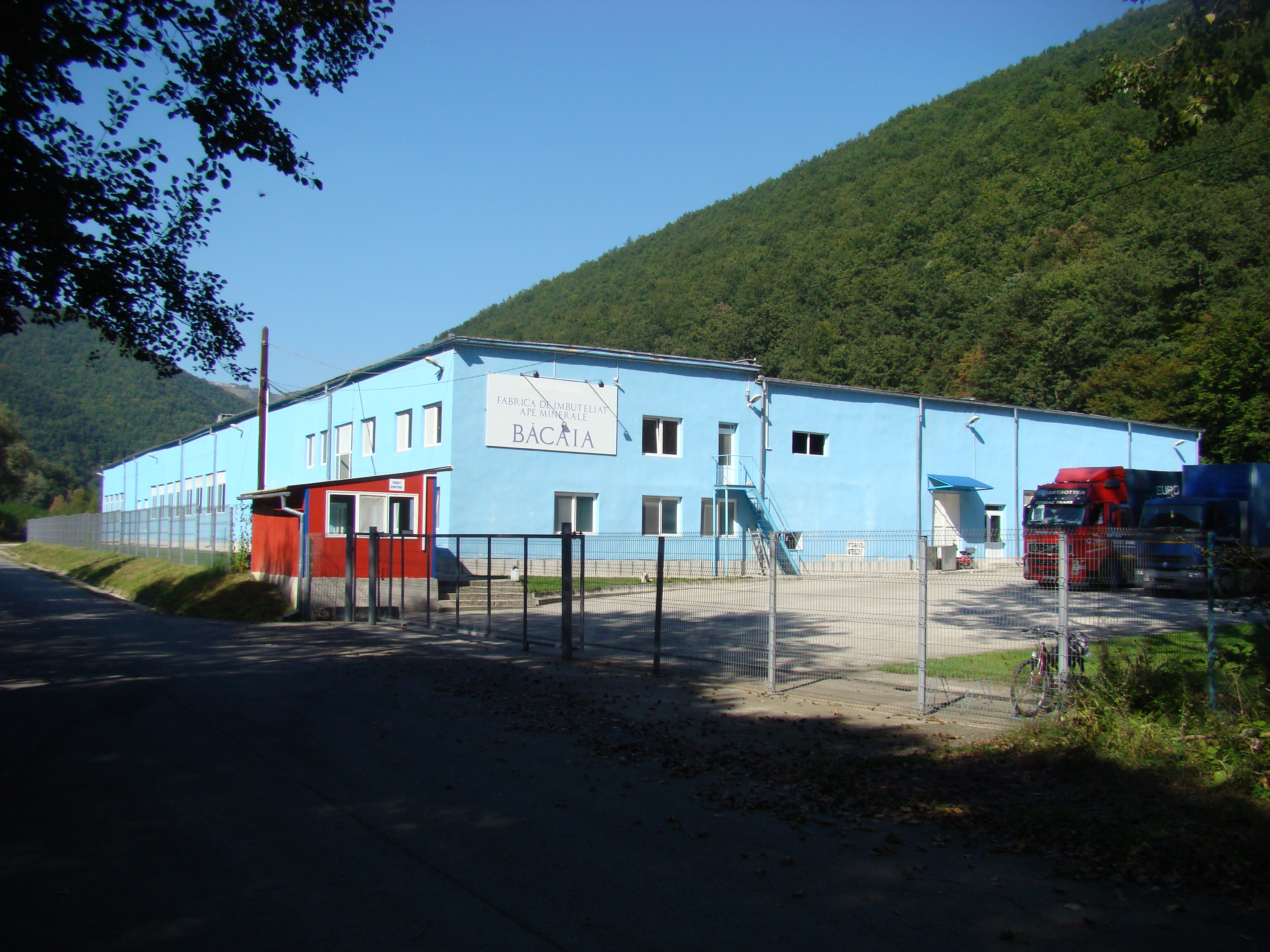
Fabrica de îmbuteliere a apei minerale Băcâia, aflată între satele Băcâia și Bozeș
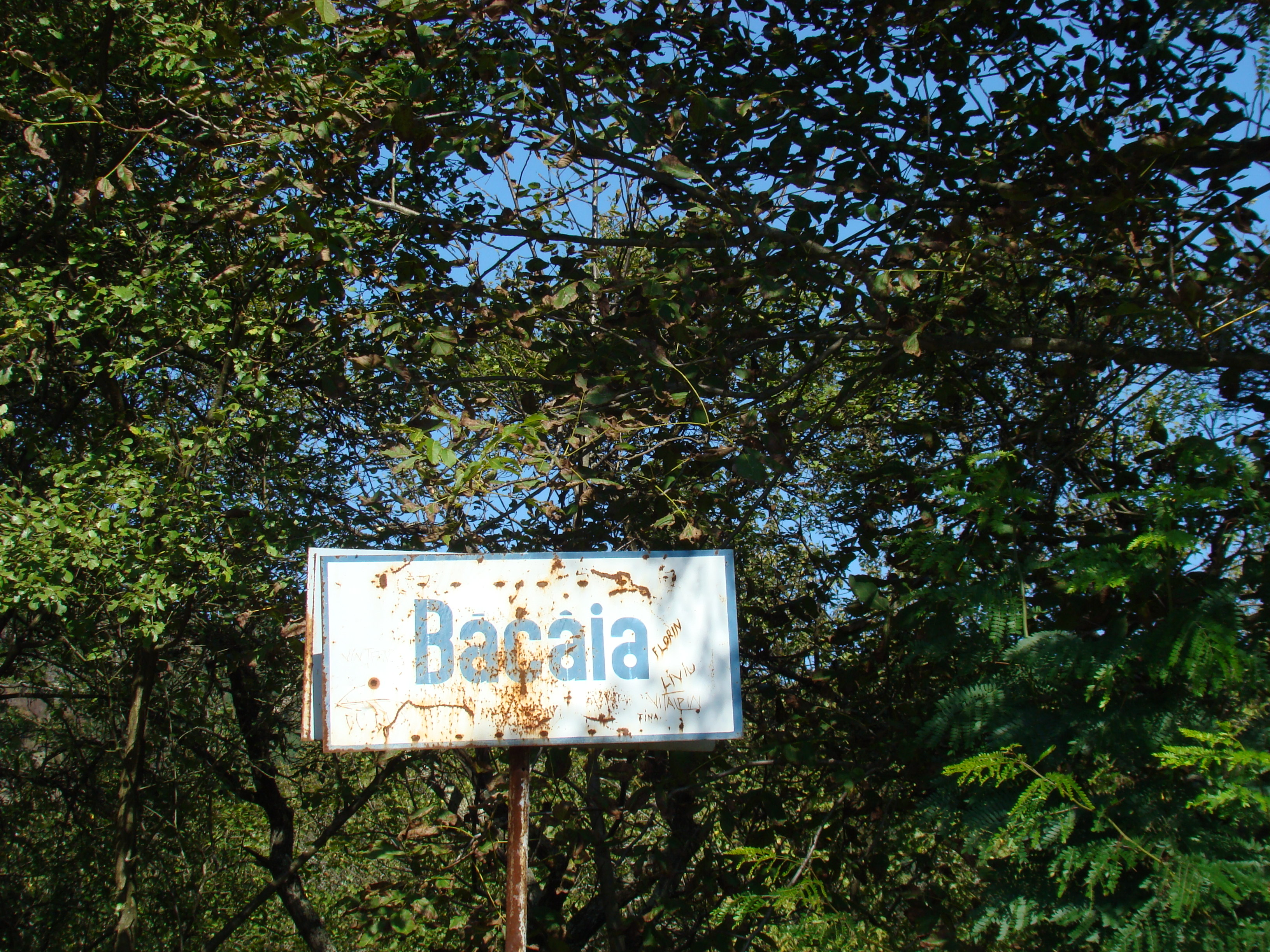
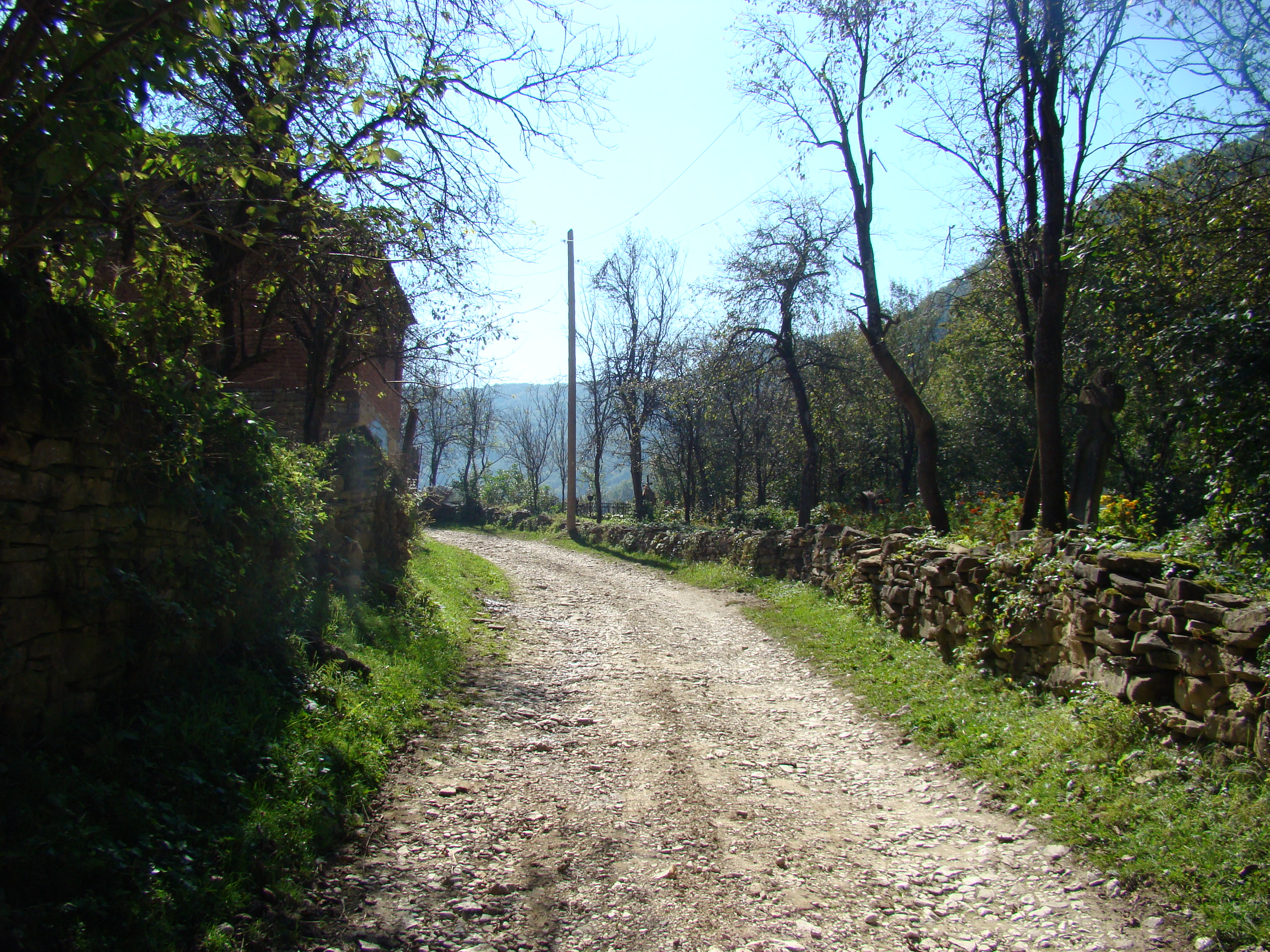
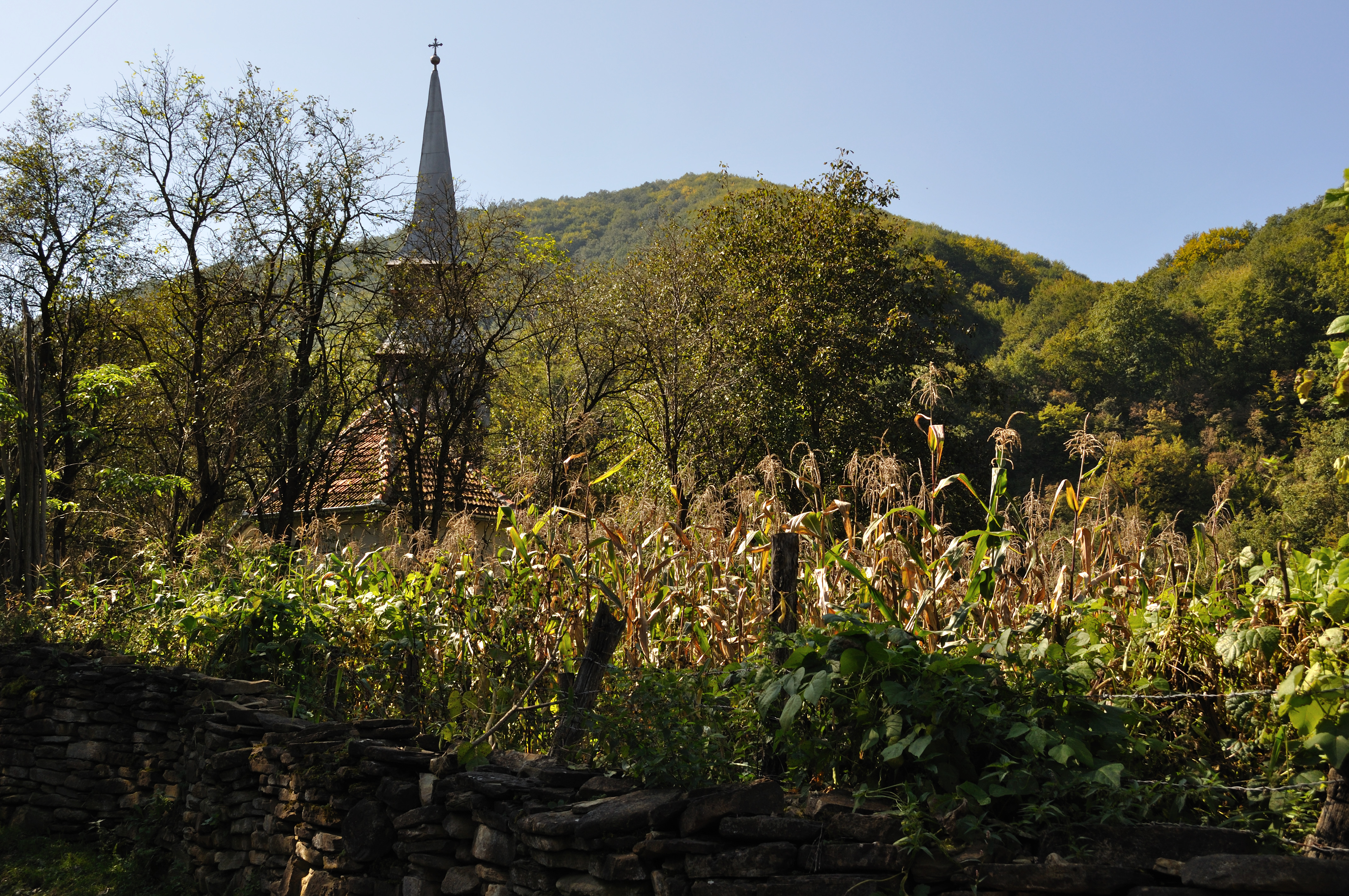
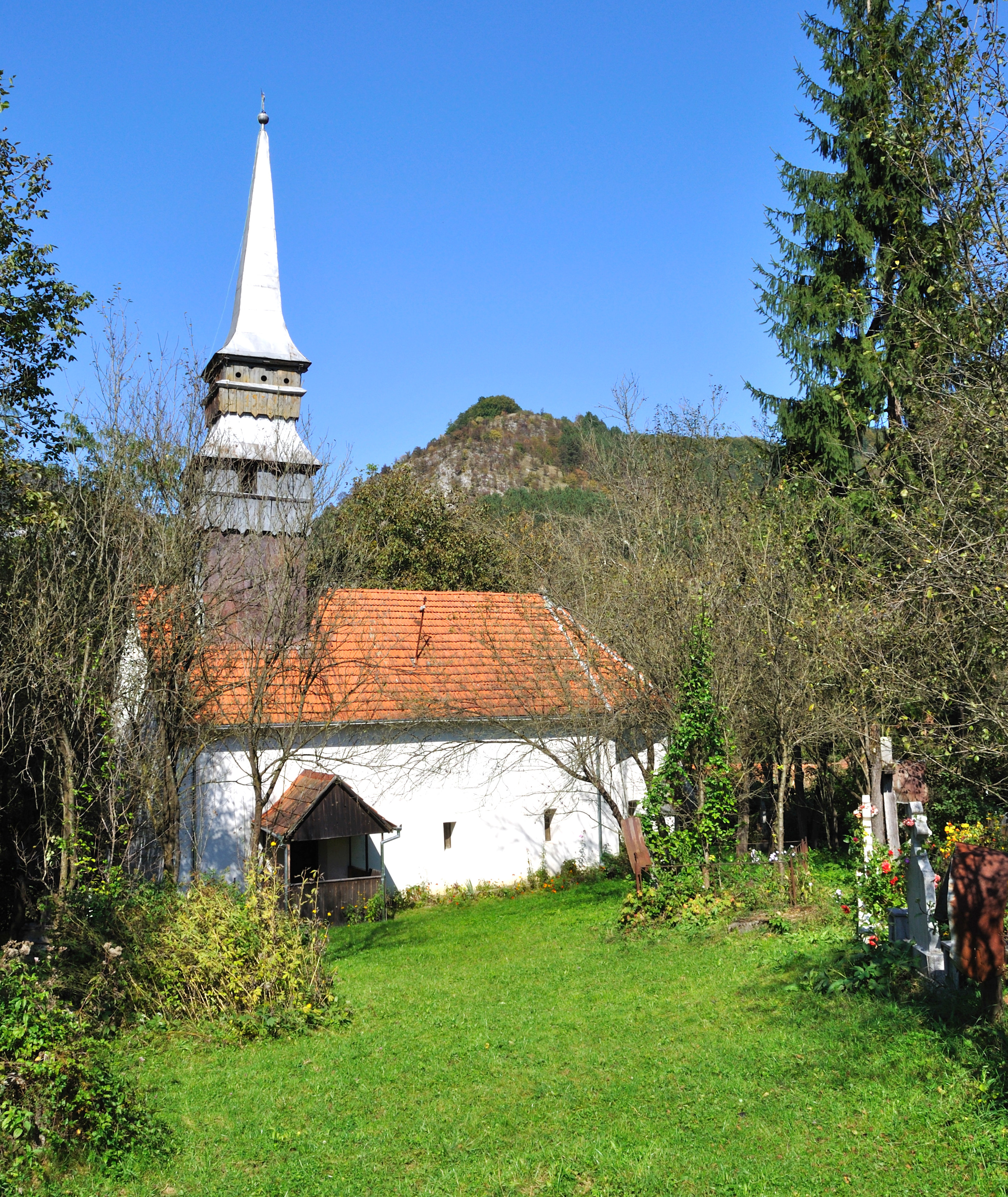
Biserica „Sfinții Arhangheli”, monument istoric
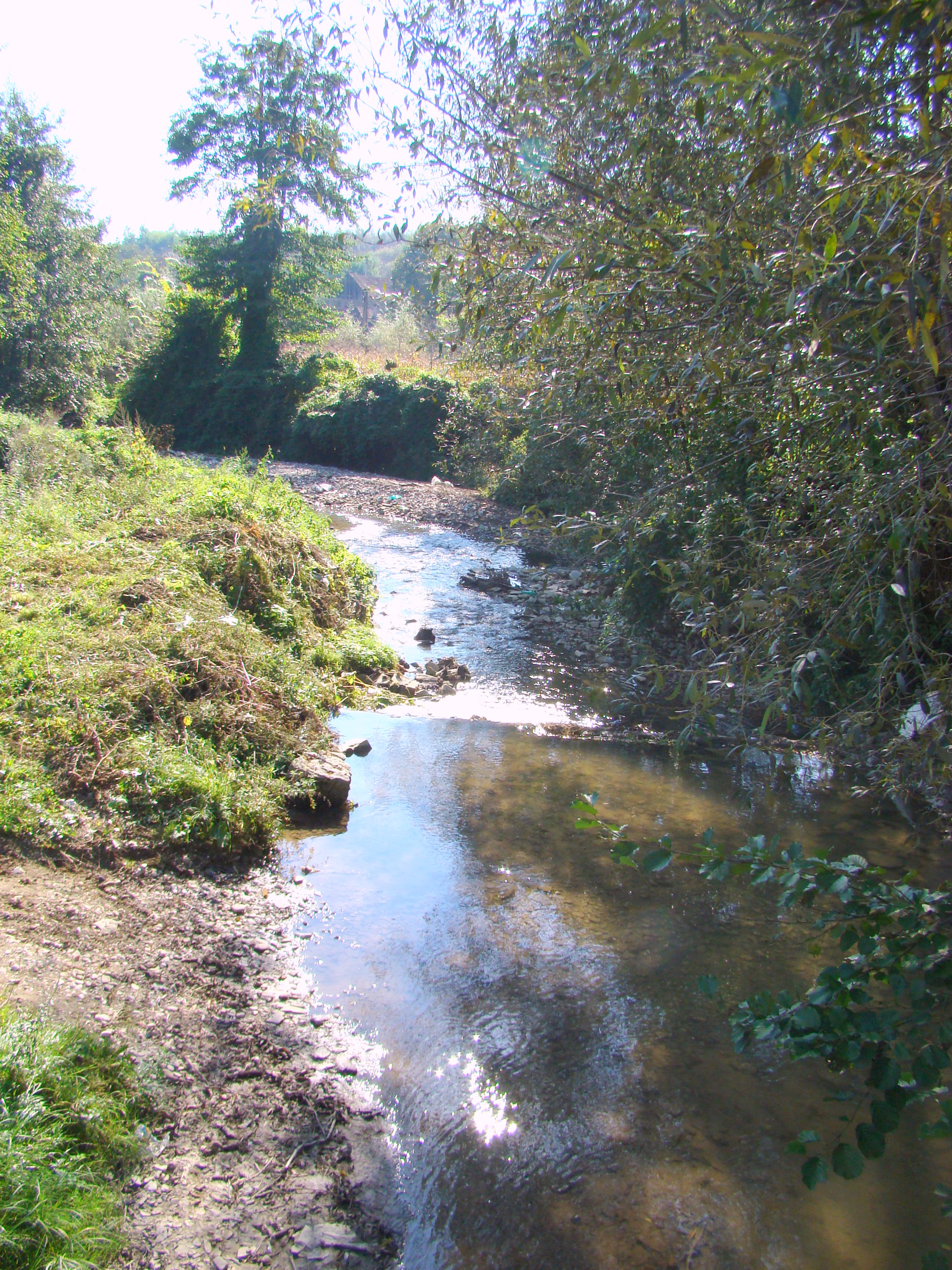
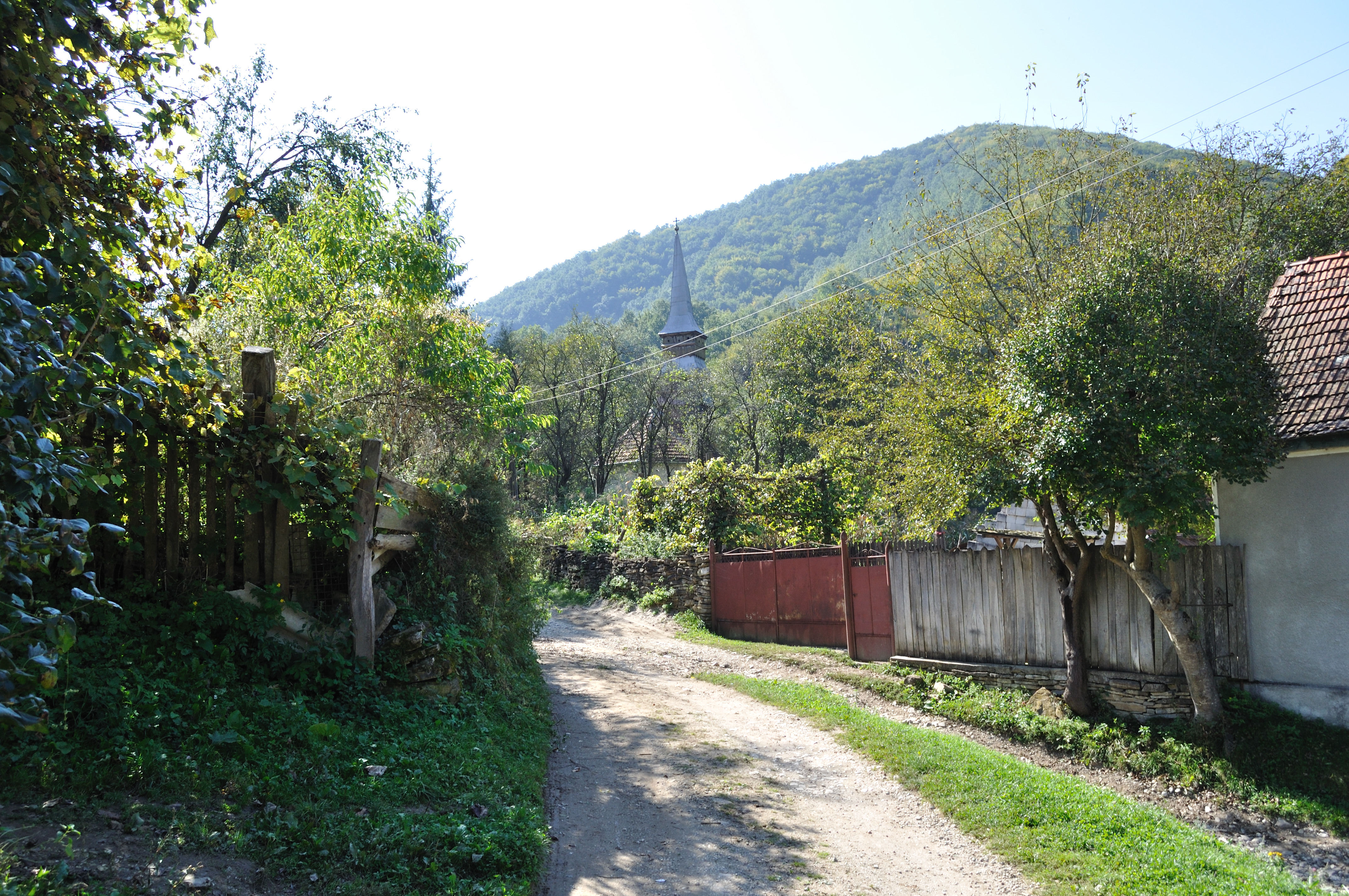
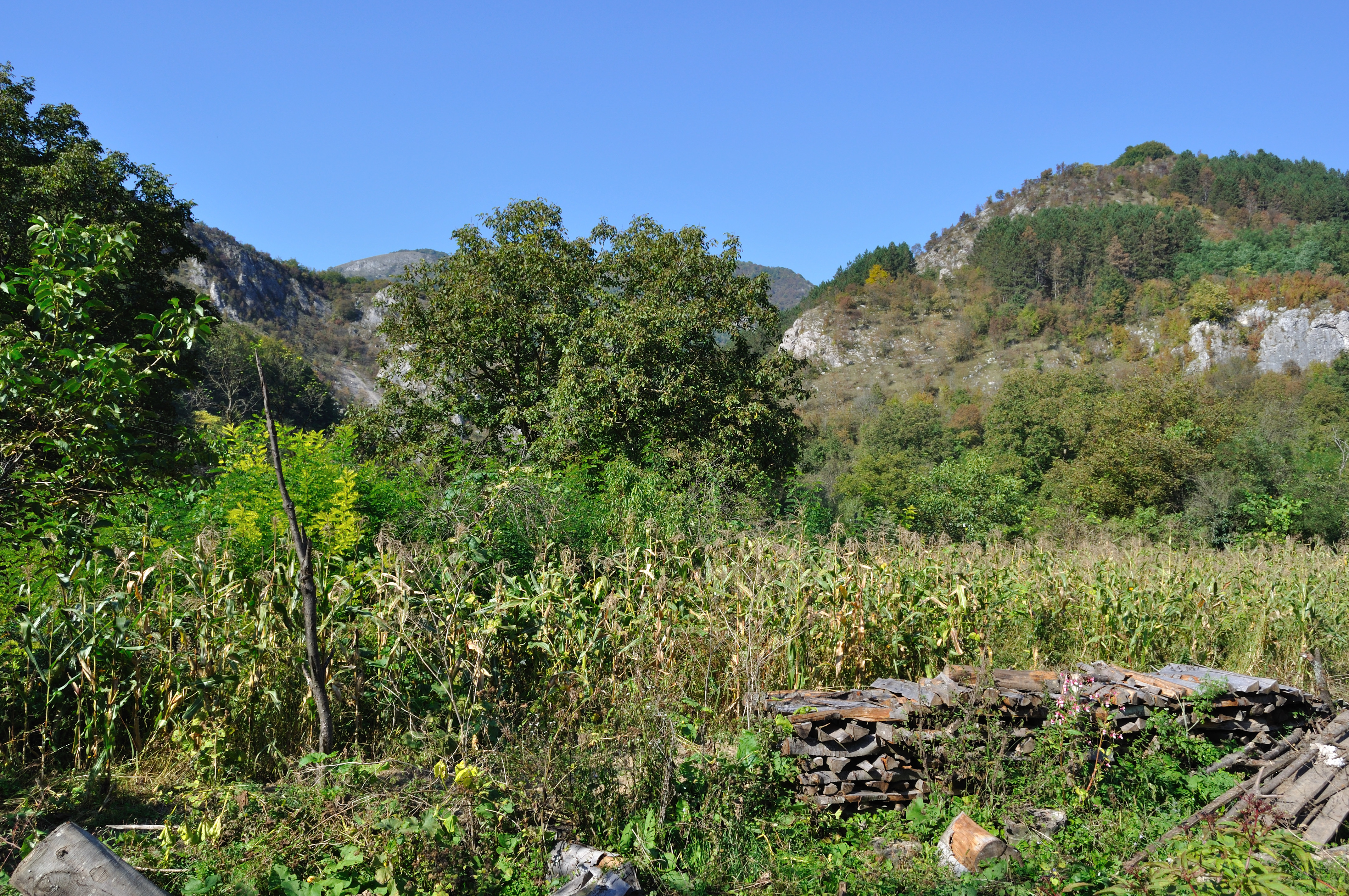
Vedere spre Cheile Cibului, satul învecinat din județul Alba